# Уотерман, Роберт
Роберт Уитни Уотерман (англ. Robert Whitney Waterman; 15 декабрь 1826 — 12 апрель 1891) — американский политик. 17-й губернатор Калифорнии (с 12 сентября 1887 до 8 января 1891 года).

## Биография
Родился в Файрфилде (штат Нью-Йорк) в семье Джона Дина Уотермана и Марии Грейвс Вальдо. У него было семеро братьев и сестер: Джеймс Сирс, Жан Кальвин, Генри Франклин, Шарлотта Джудит, Мария Чарльз, Каролин Вальдо и Теодор Фрэнсис.
В 13 лет переехал в городок Ньюбери (штат Иллинойс), чтобы работать вместе со старшим братом. До 1850 года был клерком в магазине и почтмейстером в городе Женева (Иллинойс). В 1850 году, продав свои активы, переехал в Калифорнию. Путешествовал с Ф. А. Парком, во время поездки в Солт-Лейк-Сити подружился с Бригом Янгом. 
В 1851 году вернулся к семье в Уилмингтон (Иллинойс) и стал успешно торговать зерном. C 1854 года помогал Иллинойсскому представительству Республиканской партии публикациями в «Уиллмингтонской независимой газете». В 1856 году вместе с Авраамом Линкольном был представителем Иллинойса на первом Национальном съезде Республиканской партии в Блумингтоне (Иллинойс). В 1860 году сыграл ключевую роль в обеспечении поддержки кандидатуры Авраама Линкольна в Иллинойсе. 
В 1873 году вернулся в Калифорнию и стал продавцом техники в Редвуд-Сити. В 1874 году переехал в Сан-Бернардино (Калифорния).
В 1880 году вместе с Джоном Портером обнаружил серебряный рудник в нескольких милях к северу от Барстоу (штат Калифорния). В 1881 году совместно с Джоном Портером основал горнодобывающую компанию «Уотерман и Портер». На заводе и шахте, принадлежавших компании, работало более 100 человек. До закрытия в 1887 году было добыто 40 000 тонн руды, общей стоимостью 1,7 млн долларов США. 
В 1886 году купил ранчо Кайамака, где выращивал крупный рогатый скот. Помог в постройке Восточной железной дороги. В том же году был избран вице-губернатором Калифорнии от Республиканской партии. В 1887 году после смерти губернатора Вашингтона Бартлетта вступил в его должность, став таким образом первым человеком в истории Калифорнии, занимавшим обе эти должности. 
В 1889 году по указу Уотермана было выделено 300 акров (120 га) земли для постройки первого в Южной Калифорнии сумасшедшего дома. Он открылся в 1893 году (ныне это Государственная больница Паттона в районе Хайленд-Сан-Бернардино). 
Решительно поддержал резолюцию Конгресса о создании национального парка Йосемити. В период его правления основным вопросом была решение о разделе Калифорнии. За принципиальность получил прозвище «Честный старик». Боролся с пьянством, перерасходом средств, управлял штатом как бизнесом. По окончании срока полномочий из-за слабого здоровья отказался от переизбрания. 
Переехал в Сан-Диего, где скончался. Похоронен на кладбище Хоуп.

## Семья
Женился на Джейн Гарднер (8 ноября 1829, Станстед, Квебек — 12 апреля 1914, Барстоу, Калифорния) 29 сентября 1847 года в Бельведере (штат Иллинойс). 
Дети:
- Франк Г. Уотерман (12 сентября 1848, Бельвидер, Иллинойс — погиб 20 августа 1853);
- Уолдо Уотерман Спрейг (1 февраля 1860, Уилмингтон, Иллинойс — 23 февраля 1903, Сан-Диего, Калифорния), женился на Эмме Хазел Три в городе Эри, Калифорния, 11 апреля 1889 года;
- Джеймс Сирс Уотерман (22 августа 1853, Уилмингтон, Иллинойс — 19 января 1930), женился на Саре C. Браун 15 декабря 1902 года;
- Мария Памела Уотерман-Райс (9 апреля 1850, Бельвидер, Иллинойс — 3 ноября 1925), замужем за Хайландом У. Райсом;
- Хелен Джейн Уотерман (18 декабря 1856, Уилмингтон, Иллинойс — ?);
- Анна Шарлотта Уотерман (2 апреля 1866, Уилмингтон, Иллинойс — ?), вышла замуж за Ирвинга М. Скотта в Сан-Диего, Калифорния, 29 сентября 1891 года;
- Эбби Лу Уотерман (21 февраля 1869, Уилмингтон, Иллинойс — погиб в апреле 1941 года).

## Память
В Сан-Бернардино, Калифорния, в честь Уотермана названы: Уотерман-авеню, сад и каньон. На западе Барстоу проходит дорога имени Уотермана.
Документы и фотографии Уотермана хранятся в библиотеке Калифорнийского университета в Беркли и в историческом обществе Сан-Диего.